# Aufsetzpunkt

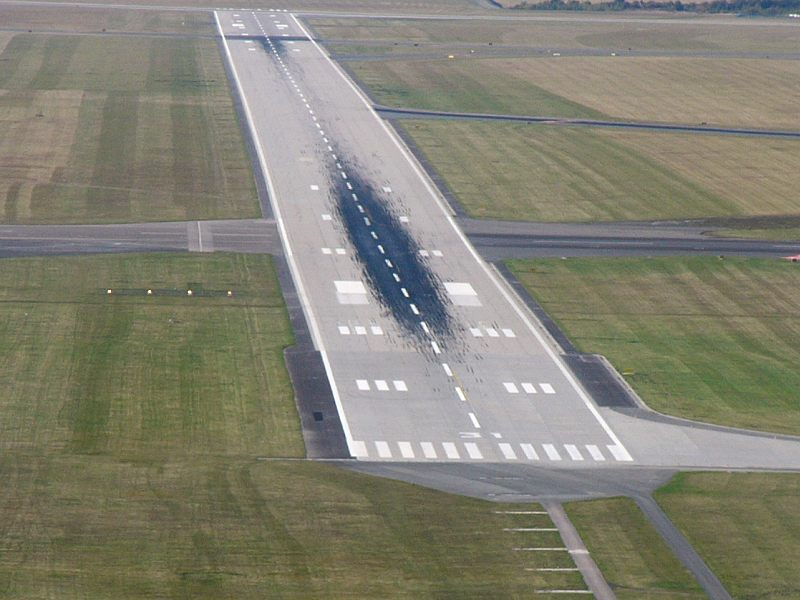
Der Bereich um den Aufsetzpunkt ist durch dunklen Reifenabrieb zu erkennen

Mit Aufsetzpunkt wird in der Luftfahrt die Stelle bezeichnet, an der das Flugzeug bei der Landung mit dem Hauptfahrwerk auf der Landebahn aufsetzen soll. Bis das Flugzeug auch mit den Vorderrädern aufgesetzt hat, wird eine je nach Flugzeugtyp unterschiedlich lange Strecke zurückgelegt, ausgenommen bei Dreipunktlandungen.

## Schwellenüberflughöhe
Bei einem Instrumentenstandard-Landeanflug wird die Landeschwelle in einer Höhe von etwa 15 Metern (50 ft) überflogen. Die Flugzeuge, die mit einem 3° Anflugpfad anfliegen – wie dies in der Linienfliegerei üblich ist –, setzen normalerweise erst ca. 280 m hinter der Landeschwelle auf der Landebahn auf, da diese ausreichend lang ist.
Bei Landebahnen, die kürzer als 1200 m sind, beträgt die Höhe ca. 12 Meter (40 ft.). So hat der Pilot bei der Landung ein Sicherheitspolster, falls er zu kurz oder zu weit anfliegt. Bei zu kurzem Anflug würde der Pilot bei Anpeilen der Landeschwelle schon vor der Landebahn aufsetzen.
Dagegen können in der allgemeinen Luftfahrt auch extrem kurze Landebahnen vorkommen, wie beim Anflug des Flugplatzes Helgoland-Düne mit nur 258 m Länge. Dies macht ein sehr präzises Aufsetzen an der Landeschwelle erforderlich, damit der Rest der Landebahn zum Abbremsen ausreicht.